# С языка на язык
С языка на язык (ивр. משפה לשפה‎, MiSafa LeSafa) — 55-минутный бельгийско-французско-немецко-израильский независимый андеграундный экспериментальный документальный художественный фильм на иврите 2004 года режиссёра Нурит Авив.

## Синопсис
Фильм, спродюсированный Мареком Розенбаумом и братьями Дарденн, был выпущен на DVD компанией Éditions Montparnasse как часть бокс-сета, включающего также Langue sacrée, langue parlée 2008 года и Traduire 2011 года, вместе с которыми они образуют трилогию. В нём содержатся интервью с израильскими художниками и писателями, такими как Аарон Аппельфельд, Евгения Додина, Салман Масалья, Аги Мишоль, Амаль Муркус, профессор, доктор Хавива Педайя, Хаим Ульель и Меир Визельтир, которые пишут на иврите, хотя это не их родной язык, о важности языка и задаются вопросом, как борьба между их родным языком и ивритом повлияла на их искусство.

## Критика
С момента выхода до 2006 года фильм был показан и получил несколько наград на DocAviv, Марсельском фестивале документального кино, Visions du Réel, Internationales Dokumentarfilmfestival München, Парижском музее искусства и истории иудаизма, Les 3 Luxembourg, Espace Analytique, États généraux du Film Documentaire, Международном культурном центре Серизи-ла-Саль, Израильском психоаналитическом обществе, Страсбургском музее современного искусства, Мартин-Гропиус-Бау, Университете Лозанны и многих других местах. Фильм был спродюсирован ZDF, Arte, Noga Communications, Новым фондом кино и телевидения и израильским каналом Channel 8. В 2015 году фильм также был показан в Центре Жоржа Помпиду.